# Bochotnica
Bochotnica é uma pequena vila no sudeste da Polônia. Está entre Puławy e Lublin e perto de Kazimierz Dolny e sobre o rio Bystra. 

## História
A vila foi provavelmente fundada no século XIV. 